# Glavnom ulicom
Glavnom ulicom je sedmi studijski album Parnog valjka
Nakon prvog koncertnog albuma grupe, došao je album "Glavnom ulicom", koji podsjeća na posljednji studijski album. Objavljen je u izdanju Suzy. Na ovom albumu prvi put se u ulozi vokala našao Hus, na pjesmi "A ja bih sa vragom sklopio savez". Album sadrži hitove "Kao prije", "Hajde kaži pošteno" i "Ma 'ajde". Autor pjesama je H. Hasanefendić, osim "Ne ostavljaj me samog" - Srećko Kukurić i "Zapleši sa mnom ovu noć" - Rastko Milošev. 
Kao gosti na albumu još su svirali i Rajko Dujmić - klavijature, Miroslav Sedak - saksofon, Ivana Filić - prateći vokal. Inače album je snimljen tijekom ožujka i travnja 1983 god.u "JM" studiju u Zagrebu.
Trajanje albuma: 36:11 min.

## Popis pjesama
1. Glavnom ulicom (2:18)
2. Hajde kaži pošteno (4:02)
3. Kao prije (3:48)
4. Trebaš mi (2:43)
5. Ne zovi (2:39)
6. Noćas mi se hoće (2:37)
7. Ma 'ajde (gledaj stvari mojim očima) (2:52)
8. Ne ostavljaj me samog (1:39)
9. Zapleši sa mnom ovu noć (4:04)
10. Kaži mi (2:04)
11. Nataša (3:06)
12. A ja bih s vragom sklopio savez (4:11)

## Izvođači
- vokal, klavir - Aki Rahimovski
- gitara - Husein Hasanefendić - Hus
- bas - Srećko Kukurić
- gitara - Rastko Milošev - Ras
- bubnjevi - Paolo Sfeci

## Gosti
- saksofoni - Miroslav Sedak
- klavijature - Rajko Dujmić
- vokal - Ivana Filić

## Vanjske poveznice
- Parni valjak - Glavnom ulicom
- Album na stranici discogs.com